# 语言岛
语言岛，也称語言孤島、方言島，是指某种语言完全处于其他语言或方言地理上的包围之中的一种语言现象。多数是由人口迁徙造成的。一般情况下，语言岛内的语言使用范围狭小，处于周边强势语言的影响，有些甚至最终被同化。

## 成因
语言岛的出现多与跨地域的人口迁移有关。本不在这个区域内居住的人，在因战争、政治、经济等原因从远处迁移到本区域的时候，由于在文化、语言等方面与本区域的本地人有着极大的差异，于是这些迁移过来的居民习惯性地集中在一个地方居住，并减少和周边地区的接触。这个区域的人大多会说自己的家乡话而不懂迁移地的本土语言，于是语言岛就形成了。
- 经济因素：因语言岛的原籍地区经济落后，一些人外出打工并集中在一起聚居，而产生语言岛。
- 政治因素：政府鼓励或政策性地将外地居民迁入居住。如清朝初年清政府鼓励广东的客家人迁移到四川。又如三峡移民。
- 战争或饥荒因素：由于战争或饥荒导致一个地区的人口大量迁移到另一地区，形成语言岛。如重庆市和攀枝花市有大量的江浙方言岛。

## 分布方式

苗瑶语系呈群岛型分布。红色为苗语支（含畲语），绿色为瑶语支

- 孤岛型：独立的一个语言岛，周围都被本地语言区所包围。
- 群岛型：几个乃至几十个语言岛相互之间并不接壤，但在分布上集中在一个区域上。形成一种类似于大海中的群岛的形式的语言岛区域，如苗瑶语系。
- 列岛型：由交通通道如河流、公路等连接在一起的多个语言岛。
- 岛中岛型：本地方言包围着方言岛，该方言岛又包围着另外一个语言岛。

## 双语交际
语言岛区域居住的次生本地人，虽然在本区域内与人交流时可以使用原本的或有所变化的家乡方言，但与周边地区的交流毕竟要使用另一种方言，这就导致了双方言交流的产生。方言岛上的居民交流时使用方言岛的方言，与外界交流时则使用包围区域的方言。

## 发展趋向
语言岛区域的居民，在与包围区域的居民长期发生经济接触、通婚等因素的影响下，其从远方家乡带来的方言会逐渐消失。
另一影响因素在于语言岛的语言往往是该区域的老一辈人使用，如果这些语言没有传给下一代人，方言岛也就会因为下一代人接触包围区的语言而逐渐消失。
语言岛内的语言，也会因为和周边地区的交流而逐渐被同化，如使用一些包围区的词组。

## 例子

### 汉语族的语言岛（方言岛）

中山閩語分布在珠江口西岸，远离閩南語分布区

- 唐人街、華埠：由于从中国迁移到外国，他们习惯地集中居住，就出现了一个专门说汉语的语言区。
- 天津话：中原官话在冀鲁官话区中的方言岛，或是明代“燕王扫北”戍边屯垦所致。[2][3]
- 赣州话：西南官话在赣南客家语区中的方言岛，为明代广西桂林、柳州调来的军队进驻赣州所致。
- 杭州話：官話在北部吳語中的方言島，爲南宋遷都後帶來的北方官話，並融入不少北部吳語特徵，因此不屬現代官話主流分派。[4]
- 川北岷江话方言岛（南充西路话、西充话、摇铃话、金仙话等）：受四川明清移民运动影响相对较小，是明之前四川方言的存留。[5]
- 中山閩語、浙南閩語：中山閩語是闽语在粤语区中的方言岛，宋元躲避战乱所致[6]。
- 台灣雲林崙背一帶的詔安客語：明末清初移民。
- 台灣高雄、屏東的六堆四縣腔客語。
- 台灣桃園新屋的大牛稠臺語。

### 其他語言島
- 罗马尼亚特兰西瓦尼亚的匈牙利语方言岛：特里亚农条约所做出的领土变更导致。
- 犹太语言：犹太民族的迁徙历史所致。
- 索布语：被德语区包围的斯拉夫語言。
- 阿尔盖罗：意大利撒丁岛的加泰罗尼亚语方言岛。
- 布魯塞爾：比利時法律規定布魯塞爾是法語和荷蘭語的雙語城市，周邊被荷蘭社群包圍，但近年當地法語的使用率愈來愈高。
- 巴斯克语：被罗曼语族包围的孤立語言。
- 摩納哥：摩納哥語屬於利古里亞語的方言，周邊被法語社區包圍，法語也是該國的官方語言。
- 布拉灰语：达罗毗荼语系的一种，被印欧语系包围。
- 魁北克法语：法国在今加拿大殖民扩张所致。
- 马拉加斯语：马达加斯加在约1500年到2000年前被印尼人殖民时，许多人從婆罗洲迁移到當地所致。

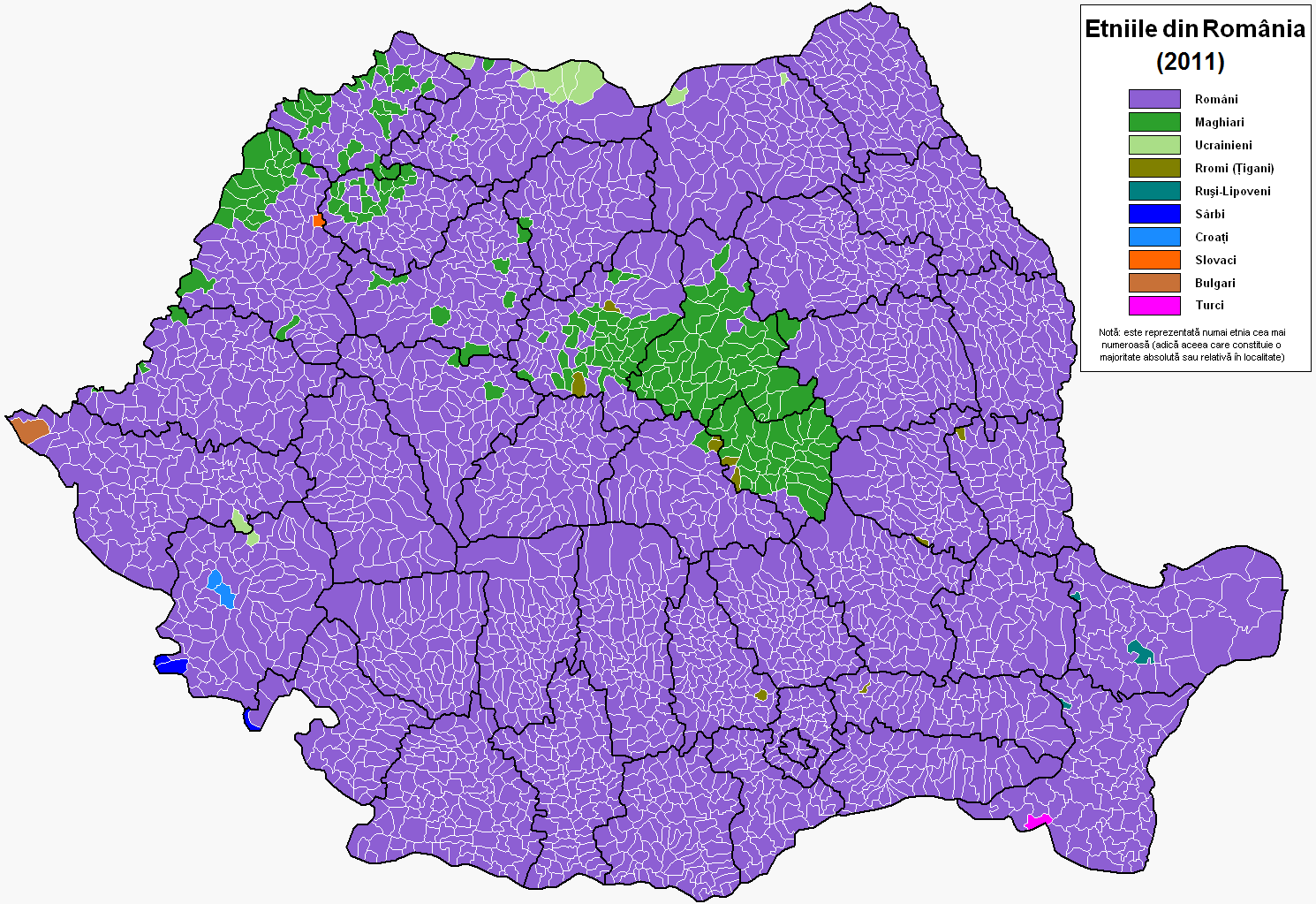
罗马尼亚的匈牙利语语言岛
德国的索布语方言岛
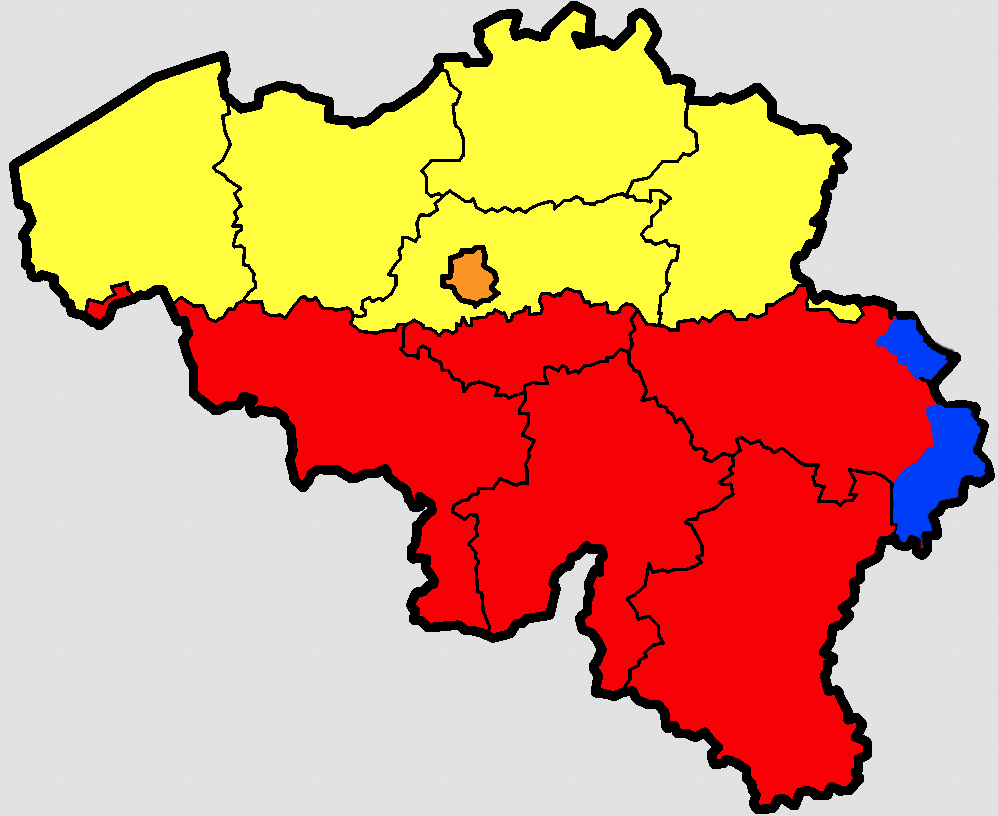
比利时的荷兰语（黄色）和法语（赤色）分布区，布鲁塞尔（橙色）是荷兰语区里的法语方言岛
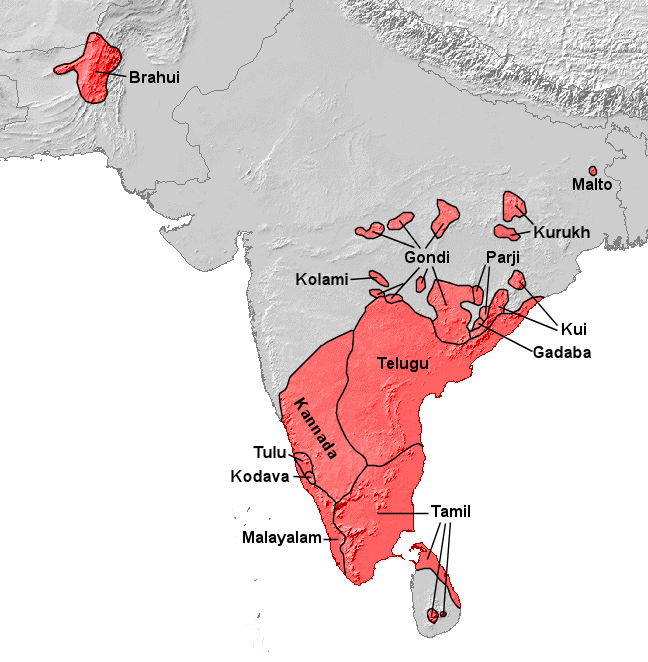
达罗毗荼语系（赤色），地图左上为布拉灰语